# Andvaranaut

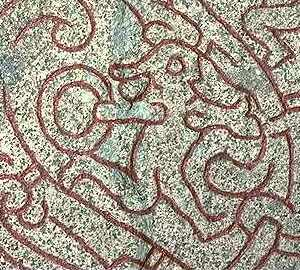
Andvare med ringen "Andvaranaut" på Drävlestenen, möjligen iförd struthätta. På samma sten syns även Sigurd Fafnesbane som dräper Fafner, samt valkyrian Sigerdriva, alla från Sigurdskvädet.

Andvaranaut, ungefär "Andvares klenod", var i nordisk mytologi namnet på den gyllene magiska ring som ingick i dvärgen Andvares guldskatt.
När Andvare blir tvungen att avstå skatten till Loke förser han ringen med en förbannelse. Ringen byter sedan ägare, först till Reidmar och hans söner, därefter 
Fafner och slutligen till Sigurd Fafnesbane. Förbannelsens verkan gjorde att alla som ägde den råkade i olycka och led en ond bråd död.